# Gaćani
Gaćani (cyr. Гаћани) – wieś w Bośni i Hercegowinie, w Republice Serbskiej, w mieście Prijedor. W 2013 roku liczyła 291 mieszkańców.